# Schwimmoper
Schwimmoper ist eine volkstümliche, manchmal auch offizielle Bezeichnung für große Schwimmhallen. Die Architektur solcher Schwimmhallen wurde als monumental empfunden und erinnerte daher an Opernhäuser; manche Schwimmopern besitzen auch als Stadien für den Schwimmsport Zuschauertribünen, die an ein Theater erinnern.
Eine Schwimmoper gibt es in:
- Hamburg (die Alsterschwimmhalle in Hohenfelde)
- Frankfurt am Main (Volksmundbezeichnung für das Rebstockbad)
- Paderborn[1]
- Schwimmoper Wuppertal (gebaut 1957)

## Trivia
Der Hamburger Künstler Siegfried Schreck schrieb 1988 ein Gedicht mit dem Titel Schwimmoper.